# Mélanie Auffret
Pour l’article homonyme, voir Auffret.
Mélanie Auffret est une réalisatrice et scénariste française, née à Plescop (Morbihan).

## Biographie

### Enfance et formations
Mélanie Auffret naît à Plescop, non loin de Vannes, dans le Morbihan,,.
Jeune, elle fait des études de commerce à l'institut universitaire de technologie de Vannes, où elle s'inscrit après l’obtention de son bac. À vingt ans, elle part pour Paris et souhaitant devenir comédienne, elle assiste aux cours de théâtre du Laboratoire de l'acteur et au cours Florent. Elle se rend compte que ce métier ne lui convient pas. Elle participe au dispositif d'accompagnement à la réalisation de court-métrage pour les jeunes, Génération Court, mis en place par  l'Organisation en Mouvement des Jeunesses d’Aubervilliers (OMJA) pendant une année : elle y réalise, en 2013, son premier court métrage Le Temps d'une comédie pour le festival Génération Court et obtient le prix EICAR, ainsi qu'une bourse d’études. En 2014, grâce à ce prix, elle participe à la formation en réalisation au cinéma et à la télévision, à l'école internationale de création audiovisuelle et de réalisation (EICAR).

### Carrière
En juin 2016, alors qu'elle est en troisième année de l'EICAR, Mélanie Auffret commence son deuxième tournage du court métrage Sois heureuse ma poule, à Corlay. Elle obtient le Grand prix de l’EICAR, remis par le Jury et président Thomas Gilou, au Gaumont Parnasse, à la fin de cette même année. Ce film est sélectionné au Festival international du film de comédie de l'Alpe d'Huez 2017 et au festival international du court métrage de Clermont-Ferrand (2020) avec le soutien de la production Je suis bien Content.
En 2017, après le festival de l'Alpe d'Huez, Quad Productions lui propose de travailler à une adaptation de Sois heureuse ma poule en long métrage.
En juin 2018, d'après un scénario écrit en commun avec Michaël Souhaité, elle tourne son premier long métrage intitulé Roxane en Bretagne, avec les acteurs Guillaume de Tonquédec et Léa Drucker, pour un budget de 4 millions d’euros. Ce film est projeté, en janvier 2019, au festival international du film de comédie de l'Alpe d'Huez, avant sa sortie nationale en juin 2019.
En juin 2021, elle tourne son deuxième film intitulé Les Petites Victoires dans le Finistère (Bretagne), avec Julia Piaton et Michel Blanc. Ce film traite notamment le sujet de l'illettrisme. Il est à nouveau sélectionné au festival international du film de comédie de l'Alpe d'Huez, où elle reçoit deux prix spéciaux du Jury et un prix du public en janvier 2023.

## Filmographie

### Longs métrages
- 2019 : Roxane (scénario écrit en collaboration avec Michaël Souhaité)
- 2023 : Les Petites Victoires (scénario écrit en collaboration avec Michaël Souhaité)

### Courts métrages
- 2013 : Le Temps d'une comédie[8] (également scénariste)[6]
- 2016 : Sois heureuse ma poule (également scénariste et productrice)

## Récompenses et distinctions

### Récompenses
- Festival international du film de comédie de l'Alpe d'Huez 2023[17] :
  - Prix spécial du Jury pour Les Petites Victoires
  - Prix du public
- Prix François-Victor-Noury 2023 de l'Académie des beaux-arts

### Nominations
- Festival international du film de comédie de l'Alpe d'Huez 2017 : « Compétition officielle » pour le court métrage Sois heureuse ma poule[9]
- Festival international du film de comédie de l'Alpe d'Huez 2019 : « Compétition officielle » pour Roxane[12]